# Team Neotel
Das Team Neotel war ein südafrikanisches Radsportteam.
Die Mannschaft nahm als Continental Team an den UCI Continental Circuits  teil. Das Team fuhr 2009 Rennen in Afrika, Europa und Asien. Ende der Saison 2009 löste sich das Team wegen des Dopingfalls Nolan Hoffman auf.

## Saison 2009

### Erfolge in den UCI Continental Circuits
| Datum       | Rennen                      | Kat. | Sieger        |
| ----------- | --------------------------- | ---- | ------------- |
| 5. Juni     | 1. Etappe Tour de Korea     | 2.2  | Nolan Hoffman |
| 5.–14. Juni | Gesamtwertung Tour de Korea | 2.2  | Roger Beuchat |
| 4. Juli     | Tour du Jura                | 1.2  | Roger Beuchat |

### Zugänge – Abgänge
| Zugänge                      | Team 2008                      | Abgänge                        | Team 2009       |
| ---------------------------- | ------------------------------ | ------------------------------ | --------------- |
| Carlo Westphal               | Team Gerolsteiner              | Jeremy Maartens                | House of Paint  |
| Roger Beuchat                | Serramenti PVC Diquigiovanni   | Jacques Janse van Rensburg     | Trek-Marco Polo |
| Timo Albiez                  | Stegcomputer-CKT-Cogeas        | Jacobus Venter                 | Trek-Marco Polo |
| Tigran Korkotyan             | Stegcomputer-CKT-Cogeas        | Wisani Maluleke                | Unbekannt       |
| Janusch Laule                | Stegcomputer-CKT-Cogeas        | Herman Fouché (bis 30.06.)     | Unbekannt       |
| Shusaku Matsuo               | Stegcomputer-CKT-Cogeas        | Hendrik Whitehead (bis 30.06.) | Unbekannt       |
| Benjamin Stauder             | Stegcomputer-CKT-Cogeas        |                                |                 |
| Herman Fouché                | Team Konica Minolta/Bizhub     |                                |                 |
| Sun Jae Jang                 | Neoprofi                       |                                |                 |
| David Maree                  | Neoprofi                       |                                |                 |
| Marcel Weber                 | Neoprofi                       |                                |                 |
| Hendrik Whitehead            | Neoprofi                       |                                |                 |
| Tiaan Kannemeyer (ab 01.03.) | Ex-Profi (Konica Minolta 2007) |                                |                 |

### Mannschaft
| Name             | Geburtstag         | Nationalität | Team 2010                |
| ---------------- | ------------------ | ------------ | ------------------------ |
| Roger Beuchat    | 2. Januar 1972     | Schweiz      | CKT TMIT-Champion System |
| Nolan Hoffman    | 23. April 1985     | Südafrika    | Dopingsperre             |
| Sun Jae Jang     | 14. Dezember 1984  | Südkorea     |                          |
| Tiaan Kannemeyer | 14. Dezember 1978  | Südafrika    | Team House of Paint      |
| Tigran Korkotyan | 16. Oktober 1982   | Armenien     | CKT TMIT-Champion System |
| Janusch Laule    | 25. Juli 1981      | Deutschland  |                          |
| Lotto Petrus     | 3. Dezember 1987   | Namibia      |                          |
| David Maree      | 31. August 1989    | Südafrika    |                          |
| Shusaku Matsuo   | 15. Juli 1989      | Japan        | CKT TMIT-Champion System |
| James Perry      | 19. November 1979  | Südafrika    | Yorkshire                |
| Johann Rabie     | 8. März 1987       | Südafrika    | Team Medscheme           |
| Siphiwe Sowella  | 4. Februar 1988    | Südafrika    |                          |
| Benjamin Stauder | 30. Oktober 1987   | Deutschland  | CKT TMIT-Champion System |
| Marcel Weber     | 20. September 1988 | Deutschland  |                          |
| Carlo Westphal   | 25. November 1985  | Deutschland  |                          |

## Platzierungen in UCI-Ranglisten
UCI Africa Tour
| Saison | Mannschaftswertung | Fahrerwertung      |
| ------ | ------------------ | ------------------ |
| 2008   | 3.                 | Johann Rabie (12.) |
| 2009   | 9.                 | Johann Rabie (14.) |

UCI Asia Tour
| Saison | Mannschaftswertung | Fahrerwertung       |
| ------ | ------------------ | ------------------- |
| 2009   | 12.                | Nolan Hoffman (39.) |

UCI Europe Tour
| Saison | Mannschaftswertung | Fahrerwertung        |
| ------ | ------------------ | -------------------- |
| 2009   | 94.                | Roger Beuchat (271.) |